# Le Schmilblic
Pour les articles homonymes, voir Schmilblick (homonymie).
Le Schmilblic est un jeu télévisé français quotidien diffusé en direct sur la première chaîne de l'ORTF du 29 septembre 1969 au 4 juillet 1970 de 18 h 30 à 19 h.
Produit par Jacques Antoine et Jacques Solness, le titre s'inspire du Schmilblick, un objet imaginaire créé par Pierre Dac dans les années 1950.

## Histoire
Le Schmilblic, souvent improprement orthographié avec un k à la fin, est une adaptation du jeu radiophonique Le Tirlipot de Jacques Antoine et Jacques Solness sur RTL, présenté par Évelyne Pagès qui date de 1969, lui-même inspiré par le jeu La Chose présenté par Pierre Bellemare sur la même antenne. Le nom et l'idée d'un objet mystérieux ont été inspirés à Jacques Antoine après avoir vu l'affiche du film La Chose d'un autre monde.
Le nom de l'émission Schmilblic provient d'un objet humoristique imaginé dans les années 1950 par Pierre Dac, le Schmilblick, un nom devenu tellement populaire qu'il était passé dans le langage courant comme synonyme de « machin ».
Au départ, Jacques Antoine souhaitait que le jeu soit animé par le journaliste Étienne Lalou, mais à la suite d'une demande d'un responsable de l'ORTF, on lui a demandé de faire présenter l'émission par Guy Lux.
Lancé le 29 septembre 1969 sur la première chaîne de l'ORTF, Le Schmilblic était parfois animé en intérim par Jacques Solness lui-même. Il se déroulait en duplex d'une ville différente chaque jour, de 18 h 30 à 19 h, avec la collaboration des stations locales de l'ORTF et de leurs animateurs et téléspeakerines.
Guy Lux, dans son studio parisien, secondé par Jean-Marc Épinoux, le juge-arbitre (équipé de quelques gros livres sur le coin du bureau), présentait une photo en très gros plan d'un objet. Les candidats lui posaient des questions auxquelles il pouvait répondre par oui ou non. Si la réponse était positive, les candidats pouvaient formuler une proposition et 100 nouveaux francs étaient ajoutés dans la cagnotte.
On se souvient des multiples problèmes techniques dus aux duplex, des images floues, du verbiage, du défilé fastidieux des candidats posant des questions répétitives, de leur anxiété à découvrir le dernier mot qui permettait de gagner le gros lot, l'attitude parfois agacée de l'animateur Guy Lux des difficultés de certains candidats à prononcer le mot « Schmilblic » ou à poser des questions opportunes, autant de défauts repris d'abord dans « Le Schluimbuc », parodie télévisée en 1970, puis par Coluche dans son sketch « Le Schmilblick », une parodie qui a grandement participé à la mémoire posthume de ce jeu. Ce sketch fut lancé en 1975, près de cinq ans après la fin du jeu télévisé et n'était pourtant plus une parodie sur l'actualité.
Ce jeu est l'un des ancêtres des Jeux de 20 heures, également créé par Jacques Solness.
Quant au principe même du jeu — un objet à deviner — il a donné lieu à de multiples déclinaisons à la télévision et à la radio jusqu’à aujourd’hui.

## Principe de l'émission
Le principe consiste à partir de réponses à des questions affirmatives simples fournies par le présentateur, de deviner le nom d'un objet, à partir de quelques-unes de ses caractéristiques déjà rendues publiques.

## Origine du mot Schmilblic
Dans un numéro de Télé 7 jours de 1970, un lecteur propose cette origine du mot Schmilblic inventé par Pierre Dac (né André Isaac) : « À mon avis, Schmilblic appartient à une sorte de dialecte germanique, sinon à du yiddish par sa forme. Ainsi « Schmil » signifierait petit, étroit, bref et « blic » (en allemand Blick) : regard, coup d'œil. Il faudrait donc traduire Schmilblic par « petit coup d'œil ».